# Sohrevard
Sohrevard (farsi سهرورد) è una città dello shahrestān di Khodabandeh, circoscrizione Centrale, nella provincia di Zanjan in Iran. Nel 2011 aveva 6.104 abitanti. Si trova a sud-ovest di Qeydar.